# Alicia D'Amico

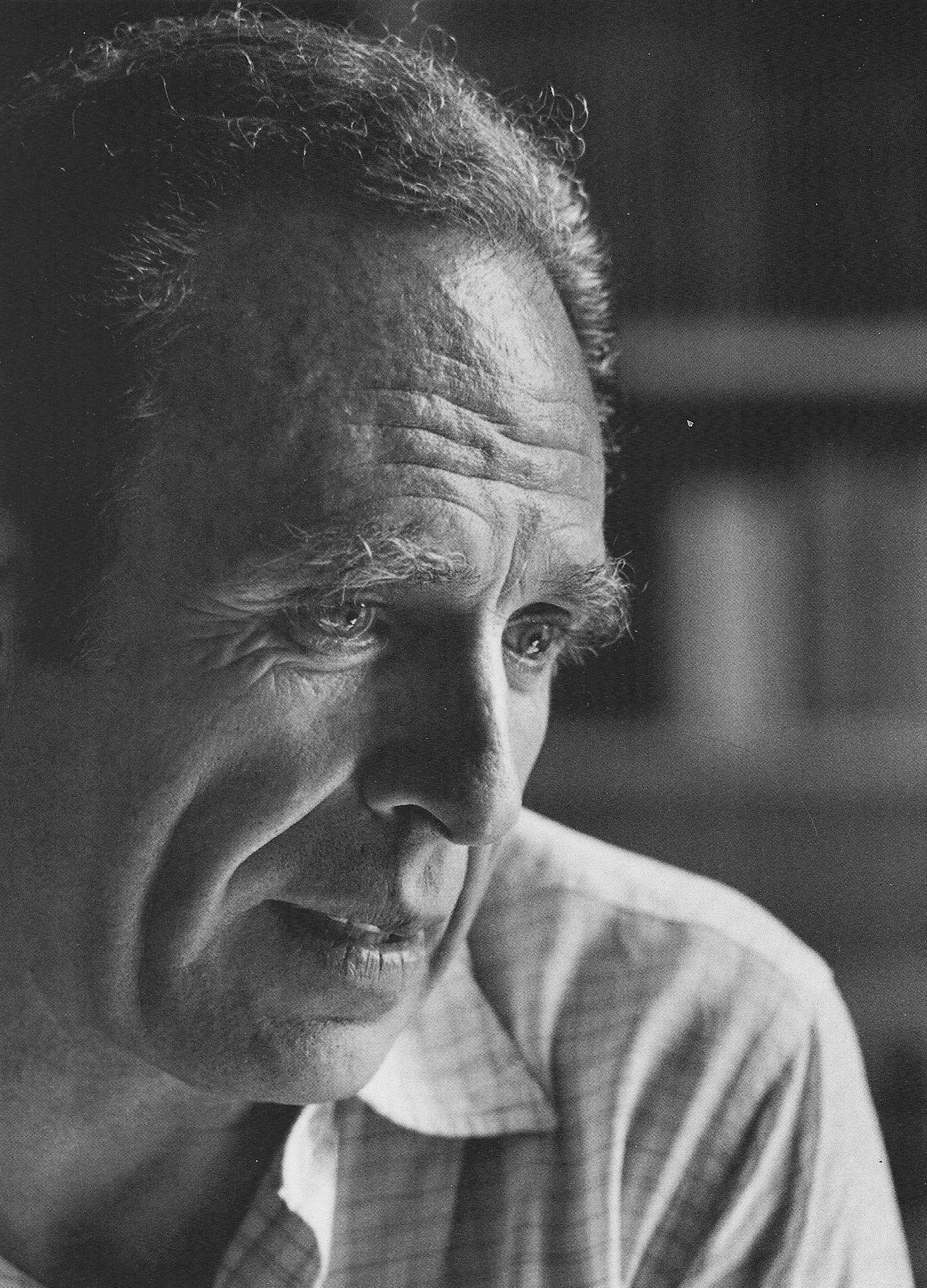
Adolfo Bioy Casares, 1968.

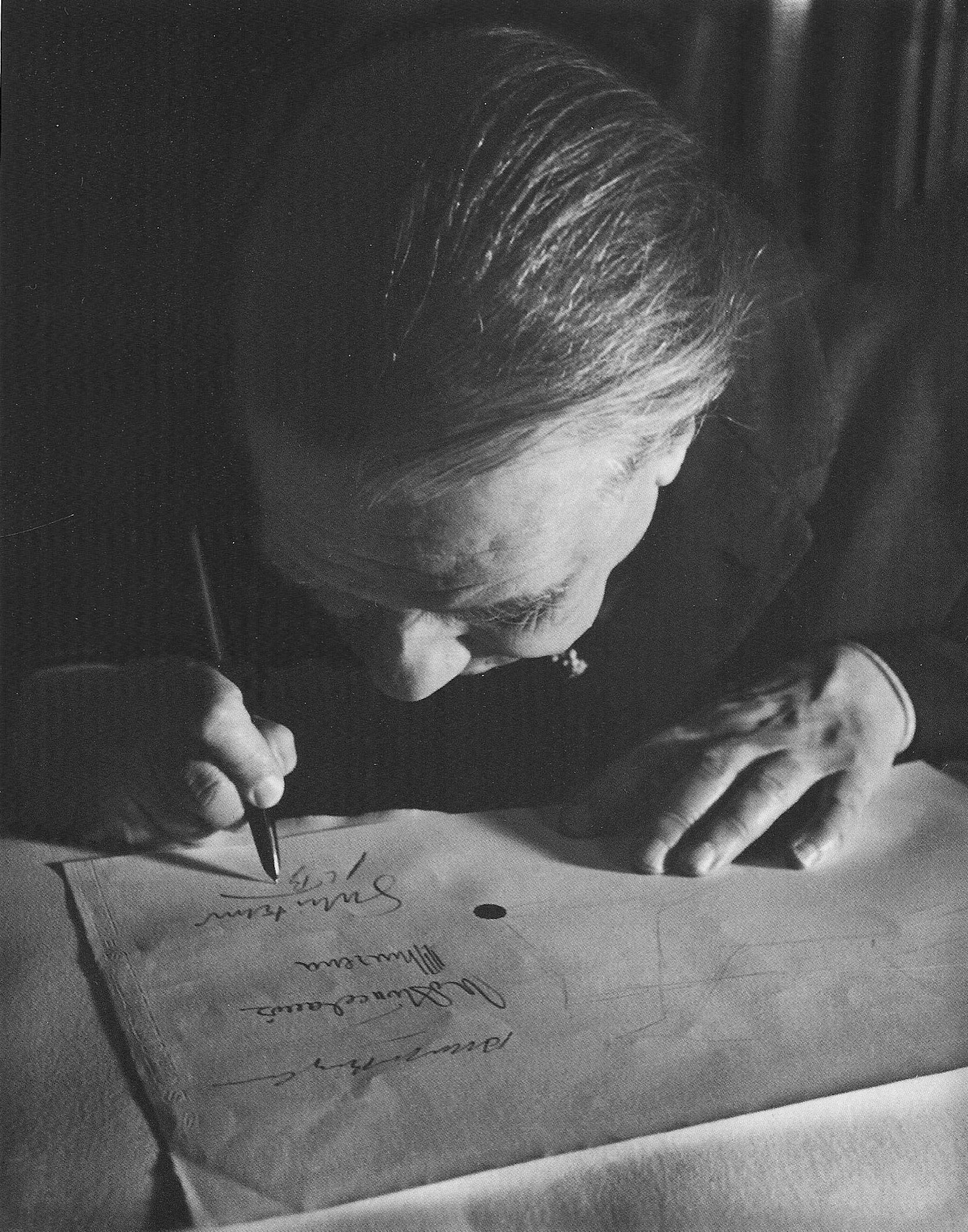
Jorge Luis Borges, 1963.

Alicia D'Amico (Buenos Aires, 6 de octubre de 1933-30 de agosto de 2001) fue una fotógrafa argentina.

## Biografía
Nació en Buenos Aires el 6 de octubre de 1933. En 1953 comenzó a trabajar como profesora de dibujo en la Escuela Nacional de Bellas Artes y en 1955 recibió una beca del gobierno para perfeccionar sus conocimientos en París. A partir de 1957 se formó como fotógrafa en el estudio de su padre Luis D'Amico y después con Annemarie Heinrich. Entre 1960 y 1983 dispuso de su propio estudio compartido con Sara Facio, con la que compartió el Premio Konex a la fotografía de 1982. En 1973 fundó con ella y María Cristina Orive la primera editora fotográfica en América del Sur con el nombre de «La Azotea».
Cuando se crea el Consejo Argentino de Fotografía en 1979 participa como una de las fundadoras, junto a Sara Facio,  Annemarie Heinrich, María Cristina Orive, Eduardo Comesaña, Andy Goldstein, y Juan Travnik y colabora en la institución hasta 1987. También se encuentra entre las fundadoras de Lugar de Mujer que es una de las primeras instituciones feministas de Argentina, creada en 1982. 
Su trabajo fotográfico se centró en la docencia y la colaboración en libros, especialmente de artistas e intelectuales de Sudamérica; Jorge Luis Borges, Gabriel García Márquez, Adolfo Bioy Casares, Julio Cortázar, Óscar Pintor, Alejo Carpentier, Miguel Ángel Asturias, Pablo Neruda, Astor Piazzolla, fueron motivo de sus retratos en blanco y negro, ya que prefería esta forma de expresión fotográfica. Su trabajo ha sido expuesto en numerosos países tanto de modo individual como en muestras colectivas, con otros artistas como Pedro Luis Raota, Osvaldo Salzamendi, Francisco J. Tenllado, Ataulfo Pérez Aznar, Rubén Sotera, Alicia Sanguineti, Sara Facio y otros.
Murió en su ciudad natal el 30 de agosto de 2001.

## Exposiciones
Expone sus fotos a partir de 1963. Realizó numerosas exposiciones individuales y colectivas en:
- 1981-1982: Pellazo Reale, Caserta y Galleria San Fedele, Milano, Italia.
- 1983: II° Encuentro Feminista Latinoamericano y del Caribe, Lima Perú.
- 1984: Universidad de Génova, Italia. Museo de Arte Moderno, Bogotá, Colombia. Galerie Municipale du chateau d Eau, Toulouse, Francia.
- 1985: El Barberillo, Madrid, España.
- 1986: Casa Argentina, Roma, Italia. Palacio de Ferias y Exposiciones de Hamburgo, Alemania.
- 1987: Sala de la Comuna de Hamburgo, Alemania.
- 1989: Wellesley College, Boston, USA.
- 1992: FotoFest, Houston, Texas, USA. Centro Pompidou, París, Francia.

Sus últimas exposiciones individuales en el exterior fueron: Gallery Tzukada, Tokio, Japón. Museo de Arte Moderno, San Pablo, Brasil.

## Publicaciones
- Walsh, M.E.; Facio, S.; D 'Amico, A. (1985). Sara Facio, Alicia D'Amico : fotografía argentina 1960-1985. Buenos Aires: La Azotea, Editorial Fotográfica. ISBN 9789509536029.
- Cortazar, J.; Facio, S.; D 'Amico, A. (1968). Buenos Aires. Buenos Aires: Ed. Sudamericana. OCLC 55438951.
- Neruda, P.; Facio, S.; D 'Amico, A. (1973). Geografía de Pablo Neruda. Barcelona: Aymá. ISBN 9788420901657.
- Asturias, M.A.; Facio, S.; D 'Amico, A.; Bioy Casares; Borges, J.L.; Carpentier, A.; García Máquez, G.; Cortazar, J. (1973). Retratos y autorretratos : escritores de América Latina. Buenos Aires: Ediciones Crisis. OCLC 318227085.
- D'Amico, A.; Facio, S. (1976). Como tomar fotografías. Buenos Aires: La Azotea/Schapire editores. OCLC 16504105.
- D'Amico, A.; Pintor, O. (1982). Pintor. Buenos Aires: Centro Editor de América Latina. OCLC 320040439.